# CNN Philippines
CNN Philippines war ein philippinischer Nachrichtensender. Der Sender gehörte zum Radio Philippines Network, Nine Media Corporation und Turner Broadcasting System. Der Sender ersetzte seit 2015 den ehemaligen Sender 9TV.
Der Sender wurde am 31. Januar 2024 aufgrund finanzieller Probleme geschlossen und durch RPTV ersetzt.

## Geschichte
9TV war ein philippinischer Nachrichtensender, der zu Radio Philippines Network und Solar Television Network gehörte. Der Sender ersetzte seit dem 23. August 2014 den ehemaligen Sender Solar News Channel und ging am 16. März 2015 eine Partnerschaft mit CNN Philippines ein. Der Sender übernahm internationale Sendungen von CNN und produzierte eigene lokale Beiträge, welche von CNN weltweit übernommen wurden. Sein Hauptsender war DZKB-TV im Großraum Manila auf Kanal 9. Dieser besitzt Relaisstationen im ganzen Land. Der Sender firmierte unter CNN Philippines. Die eigentliche Marke 9TV wurde nicht verwendet.

## Belege und Anmerkungen
1. ↑  CNN Philippines is shutting down after 9 years. In: medianewser.ph. 25. Januar 2024, abgerufen am 25. Januar 2024.
2. ↑  Amojelar, Darwin G.:  Nine Media owner confirms CNN Philippines shutdown, Manila Standard, 26. Januar 2024
3. ↑  Ralf Rivas: CNN Philippines shuts down as losses mount. In: Rappler. 29. Januar 2024, abgerufen am 29. Januar 2024.
4. ↑  9TV is CNN Philippines
5. ↑  Die Länderkennzeichen DU-DZ wurden von der Internationale Fernmeldeunion kurz ITU an die Philippinen vergeben. DZ steht also für die  Philippinen, KB ist die Genehmigung.
6. ↑  Station 9TV rebrands as CNN Philippines